# Есан Гададі
Есан Гаддаді  (20 січня 1985) — іранський легкоатлет, олімпійський медаліст.

## Виступи на Олімпіадах
| Олімпіада   | Дисципліна    | Місце             |
| ----------- | ------------- | ----------------- |
| Пекін 2008  | метання диска | 17 (кваліфікація) |
| Лондон 2012 | метання диска | 2                 |

## Зовнішні посилання
- Досьє на sport.references.com [Архівовано 4 березня 2016 у Wayback Machine.]